# Bellprat
Bellprat – gmina w Hiszpanii, w prowincji Barcelona, w Katalonii, o powierzchni 31,06 km². W 2011 roku gmina liczyła 91 mieszkańców.